# スペイス・オディティ (曲)
「スペイス・オディティ」（Space Oddity）は、デヴィッド・ボウイが1969年に発表した楽曲。
シングル盤としてリリースされている他、デヴィッド・ボウイのアルバム『スペイス・オディティ』、コンピレーション・アルバム『ザ・シングルス・コレクション』等に収録。多数のミュージシャンにカバーされている、デヴィッド・ボウイ初期の代表作の一つ。

2013年5月には、カナダのクリス・ハドフィールド宇宙飛行士が国際宇宙ステーションでこの曲（歌詞を少し変えて）歌い、宇宙で録音・撮影された初のミュージックビデオとしてYouTubeで公開されたことも話題になった。このビデオはボウイから1年間のライセンスを受けて公開されていたもので、1年後に削除された。公開中には2,200万回のアクセスがあった。
『ローリング・ストーン』誌が選ぶ最も偉大な500曲において、189位にランクイン。
ギターワールド誌が選ぶ「偉大なる12弦ギターソング」で、19位に選ばれている。
全英シングルチャートでは1969年の初発売時は5位だったものの、1975年の再リリースで首位を獲得。

## トム少佐
トム少佐（en:Major Tom）は、デヴィッド・ボウイが創りだした、フィクションとしての人物である。『スペイス・オディティ』は、トム少佐を知る上で、極めて重要性のある曲である。『アッシェズ・トゥ・アッシェズ』（en:Ashes to Ashes）等も重要な参考文献となる。

## 収録曲

### 1969年フィリップス、マーキュリー
1. スペイス・オディティ - 5:13
2. フリークラウドから来たワイルドな瞳の少年 - 4:59

### 1973年RCA
アメリカ合衆国、カナダで1月にRCAから発売された再リリース盤。
1. スペイス・オディティ - 5:06
2. 世界を売った男 - 3:53

### 1973年RCA日本国内盤
1. スペイス・オディティ
2. イット・エイント・イージー

### 1975年RCA
「MAXIMILLION」シリーズとしてRCAから発売された再リリース盤。このリリースの際、全英シングルチャートで1位を獲得した。
1. スペイス・オディティ - 5:15
2. チェンジス - 3:33
3. ヴェルヴェット・ゴールドマイン - 3:09

### 2009年EMI
アポロ11号の月面着陸40周年記念盤としてEMIからリリースされた。様々なヴァージョンの『スペイス・オディティ』を全12曲収録。デジタルリマスターのEP盤。
1. スペイス・オディティ（モノラル、2009年デジタルリマスター、UK） - 4:42
2. スペイス・オディティ（モノラル、2009年デジタルリマスター、US） - 3:29
3. スペイス・オディティ（ステレオ、2009年デジタルリマスター、US） - 3:58
4. スペイス・オディティ（1979年再録音、2009年デジタルリマスター） - 4:57
5. スペイス・オディティ（ベースとドラムス） - 5:31
6. スペイス・オディティ（ストリングス） - 5:31
7. スペイス・オディティ（アコースティック・ギター） - 5:31
8. スペイス・オディティ（メロトロン） - 5:31
9. スペイス・オディティ（バッキング・ボーカル、フルートとチェロ） - 5:31
10. スペイス・オディティ（スタイロフォンとギター） - 5:31
11. スペイス・オディティ（リード・ボーカル） - 5:31
12. スペイス・オディティ（カウントダウンを含むメイン・バッキング・ボーカル） - 5:31

## スタッフ・クレジット

### 参加ミュージシャン
- デヴィッド・ボウイ - ボーカル・12弦ギター・スタイロフォン・ハンドクラップ
- ミック・ウェイン - ギター
- ハービー・フラワーズ - ベース
- テリー・コックス - ドラムス
- Paul Buckmaster - ストリングスアレンジ
- トニー・ヴィスコンティ - フルート・リコーダー
- ティム・レンウィック - ギター・フルート・リコーダー
- リック・ウェイクマン - メロトロン

### スタッフ
- ガス・ダッジョン - プロデューサー

## チャート
| チャート（1969年~1975年）        | 最高順位 |
| -------------------------------- | -------- |
| アメリカ（Billboard Hot 100）    | 15       |
| イギリス（全英シングルチャート） | 5        |